# جان هارمن
جان هارمن (انگلیسی: John Harman; ح. 1625 – 11 october 1673) افسر اهل پادشاهی انگلستان بود.